# Związek Pracodawców Przemysłu Piwowarskiego w Polsce
Związek Pracodawców Przemysłu Piwowarskiego w Polsce – Browary Polskie – stowarzyszenie skupiające największych producentów piwa w Polsce. Siedziba organizacji mieści się w Warszawie.

## Charakterystyka
Organizacja powstała w 1998 roku. Celami związku jest ochrona interesów największych producentów piwa w Polsce; reprezentowanie członków wobec administracji rządowej i samorządowej, organizacji społecznych oraz związków zawodowych działających w przemyśle piwowarskim.
Od kilku lat związek aktywnie występuje z różnymi propozycjami, wnioskami nowych rozwiązań prawnych, ekonomicznych i organizacyjnych. Jest sponsorem wielu akcji edukacyjnych i informacyjnych.

## Członkowie związku
- Grupa Żywiec
- Carlsberg Polska
- Kompania Piwowarska